# Hook Head
Hook Head är en udde i republiken Irland.   Den ligger i grevskapet Loch Garman och provinsen Leinster, i den sydöstra delen av landet, 140 km söder om huvudstaden Dublin.
Terrängen inåt land är platt.  Närmaste större samhälle är Trá Mhór, 16,4 km väster om Hook Head. 